# Chiesa dei Santi Vito e Modesto (Montignoso)
La chiesa dei Santi Vito e Modesto è un edificio di culto cattolico situato in via Fondaccio a Montignoso, in provincia di Massa-Carrara. La chiesa è sede della parrocchia omonima del vicariato di Massa della diocesi di Massa Carrara-Pontremoli.
La chiesa conserva un trittico di Michele Ciampanti del 1482, privo ormai dell'originaria carpenteria, con la Madonna col Bambino tra i Santi Giovanni Battista, Vito Modesto e Pietro.